# FlexComixブラッド
『FlexComixブラッド』（フレックスコミックスブラッド）は、2007年から2012年まで運営されていた日本のウェブコミック配信サイト。

## 概要
2006年4月から10月にソフトバンククリエイティブより刊行されていた『月刊少年ブラッド』及び同誌の公式サイト「Web★ブラッド」で連載されていた作品の大半が移行し、2007年1月16日にYahoo! JAPAN内の「Yahoo!コミック」でオープン。開設当初は週単位や月単位ではなく作品単位で平日に随時アップロードされ、更新ペースは作品により月1回または月2回と変則的であったが2008年6月より毎週水曜更新となり、作品の更新ペースも原則月1回に統一されている。バックナンバーの閲覧期限は作品により異なるが、第1話は原則として無期限、第2話以降は過去2回分閲覧可能となっている。閲覧は無料で、会員登録も不要である。閲覧はInternet Explorerのみ対応で初回起動時に自動でインストールされる専用ビューワを使用。
単行本はフレックスコミックス発行、ほるぷ出版発売のフレックスコミックスレーベル（兄弟サイトの『FlexComixネクスト』と共用）より発売されている。
派生ウェブコミック誌に少女漫画中心の『FlexComixフレア』と青年漫画中心の『FlexComixネクスト』があり、いずれもブラッドから連載作品の一部が移行している。2012年、フレックスコミックスがガイアホールディングス傘下となったことに伴い本サイトと『ネクスト』はガイアホールディングスのグループ企業であるジー・モードが運営する『COMIC メテオ』に吸収されることになった。8月に2作品が移籍し、9月にその他の作品をブラッドとメテオで並行配信またはメテオでバックナンバーを配信する経過期間を経て10月よりメテオへ完全に一本化された。

## 連載作品

### COMICメテオに移籍
FlexComixブラッドにて新規連載
- 屋上姫（TOBI）
- 乙女たる!（廣田眞胤）
- カガクチョップ（カヅホ）
- 神曲奏界ポリフォニカ カーディナル・クリムゾン（緋呂河とも 原作：榊一郎・ocelot）
- 天使のどろっぷ（中嶋ちずな）
- にゃんこい!（藤原里）
- 這いよれ！スーパーニャル子ちゃんタイム（星野蒼一朗 原作：逢空万太・狐印）
- 放課後のトラットリア（水口鷹志 原作：橙乃ままれ）

月刊少年ブラッドより継続
- ブレイク ブレイド（吉永裕ノ介）

### 休止中
- こわれかけのオルゴール（POP）
- 瞳のフォトグラフ（杜講一郎×さくらあかみ）
- ヒャッコ（カトウハルアキ）

### 連載終了
- 蒼き狼 〜地果て海尽きるまで〜（日暮央 原作：森村誠一）
- アクト・オン!（神矢みのる）
- エミル・クロニクル・オンライン外伝 デルタサーガ（津々巳あや）
- おーえす!（日下こかげ）
- HOLA!!（高山瑞穂）
- ガレキの王 〜The King of Debris〜（麻生雄介）
- キョンシー仙女（鳥居大介）
- クラシカルメドレー（歌那早苗）
- 拳鋼少女リク（弐篠重太郎）
- 源流武闘伝 -ORIGIN-（フカキショウコ）
- ことこと。 〜子と孤島〜（竹林月）
- THE ポッシボー 〜ロビンと魔法のエプロン〜（野中友 原案：つんく♂ 原作：安達元一）
- 白球少女（山崎毅宜）
- 神羅万送デリバリア（こやま基夫）
- すいへーりーべ!（吾妻ナオミ）
- チョコレート革命（レボリューション）（漫画家５名 原作：旭プロダクション 脚本：菖蒲剛智）
- デカ教師（馬場民雄）
- 転生神機メロウガイン（一文字蛍）
- ネガティブ・ツインタワー!（けものの★）
- ねこもころ（乙佳佐明）
- 働け!! モトレンジャー!!（珠月まや）
- ピコっとチョコラ（ひづき夜宵）
- 美少女忍者 シャイニンガール!（天麻灯 原作：ユービック）
- 貧乏姫ですが、何か?（鬼塚たくと）
- ファンブル5（桝田道也）
- 不思議流（不思議三十郎）
- ホームズ・ツインズ!（辻野よしてる 原作：シナリオ工房 月光）
- マップス ネクストシート（長谷川裕一）
- まんがのCOCOはキケンなつぼみ!（徳冨数志、原作：長谷川裕一）
- 巫女と科学の嘘八百万（颯田直斗）
- 翠の髪のルミナ（紅士マコト）
- 眼鏡なカノジョ（TOBI）
- 萌えコン（マキダマサヤ）
- Moto! -La chica de la motocicleta-（小川こうじ 監修：モトチャンプ編集部）
- ユルミとシメル（こいでたく）
- Leader's High!（神堂あらし）
- 私がお姉ちゃんなんだからね!（鰻丸）
- プピポー!（押切蓮介）

再録作品
- ギャラクシーエンジェル（かなん 原作：ブロッコリー） - 『月刊ドラゴンジュニア』及び『月刊ドラゴンエイジ』（富士見書房）初出
  - ギャラクシーエンジェル2nd（同） - 『月刊コミックラッシュ』及び『コミデジ』（ジャイブ）初出
  - ギャラクシーエンジェル3rd（同） - 『コミデジ+』（ソフトバンククリエイティブ）初出。
- 夕日ロマンス（カトウハルアキ） - 『ファンロード』（大都社）初出

シリーズ連載
- 幻燈師シリーズ（カザマアヤミ）
- MAID DE KNIGHT+! -メイドでないとプラス!-（TOBI）

#### 派生誌への移籍作品
FlexComixフレアへ移籍
- 本の元の穴の中（天乃タカ）

FlexComixネクストへ移籍
- 神様のパズル（内田征宏 原作：機本伸司）
- まじょま witch×maniac（神吉）
- 武蔵野線の姉妹（ユキヲ）
- メイド刑事（宇佐美道子 原作：早見裕司 キャラクター原案：はいむらきよたか）
- ランペイジ（吉永裕ノ介） - 『ヤングマガジンアッパーズ』（講談社）初出。

## アニメ化
| 作品        | 放送年 | アニメーション制作 | 備考    |
| ----------- | ------ | ------------------ | ------- |
| ヒャッコ    | 2008年 | 日本アニメーション | OVAあり |
| にゃんこい! | 2009年 | AIC                |         |

| 作品           | 配信年 | アニメーション制作 | 備考                |
| -------------- | ------ | ------------------ | ------------------- |
| ユルミとシメル | 2008年 | オペラハウス       | FLASHアニメーション |

| 作品              | 公開年          | アニメーション制作    | 備考                                             |
| ----------------- | --------------- | --------------------- | ------------------------------------------------ |
| ブレイク ブレイド | 2010年 - 2011年 | Production I.G、XEBEC | 他誌（COMIC メテオ）に移籍後にテレビアニメ化あり |

| 作品           | 発売年 | アニメーション制作 | 備考 |
| -------------- | ------ | ------------------ | ---- |
| 眼鏡なカノジョ | 2010年 | AIC                |      |

- 他誌にて移籍後にテレビアニメ化した作品に『ブレイク ブレイド』がある。
- 完結後に他誌にて再掲されてる最中にテレビアニメ化した作品に『プピポー!』がある。